# روجر ماكدويل
روجر ماكدويل (بالإنجليزية: Roger McDowell)‏ هو لاعب كرة قاعدة أمريكي، ولد في 21 ديسمبر 1960 في سينسيناتي في الولايات المتحدة.

## وصلات خارجية
- روجر ماكدويل على موقع دوري كرة القاعدة الرئيسي (الإنجليزية)
- روجر ماكدويل على موقعبيزبول رفرنس.كوم (الدوري الرئيسي) (الإنجليزية)
- روجر ماكدويل على موقعبيزبول رفرنس.كوم (الدوري الثانوي) (الإنجليزية)
- روجر ماكدويل على موقع إي إس بي إن.كوم (أم.أل.بي) (الإنجليزية)
- روجر ماكدويل على موقع مشجعي الرسوم البيانية (الإنجليزية)